# Průliv Akaši
Průliv Akaši (japonsky 明石海峡, Akaši Kaikjó) je průliv mezi Japonskými ostrovy Honšú a Awadži. Spojuje japonské Vnitřní moře s Ósackou zátokou. Je asi 4 km široký, 1,5 km dlouhý a největší hloubka dosahuje asi 110 m. Nejrychlejší přílivový proud je asi 4,5 m/s neboli 8,7 uzlu. 
Jedenapůlkilometrový průliv je důležitým místem Vnitřního moře, neboť ho přes Ósackou zátoku a Kitanský průliv a kanál Kii spojuje s Tichým oceánem. Okolní vody jsou známou rybářskou oblastí. Průliv Akaši je Zákonem o bezpečnosti námořní dopravy v Japonsku ustanoven jako mezinárodní lodní dopravní trasa.

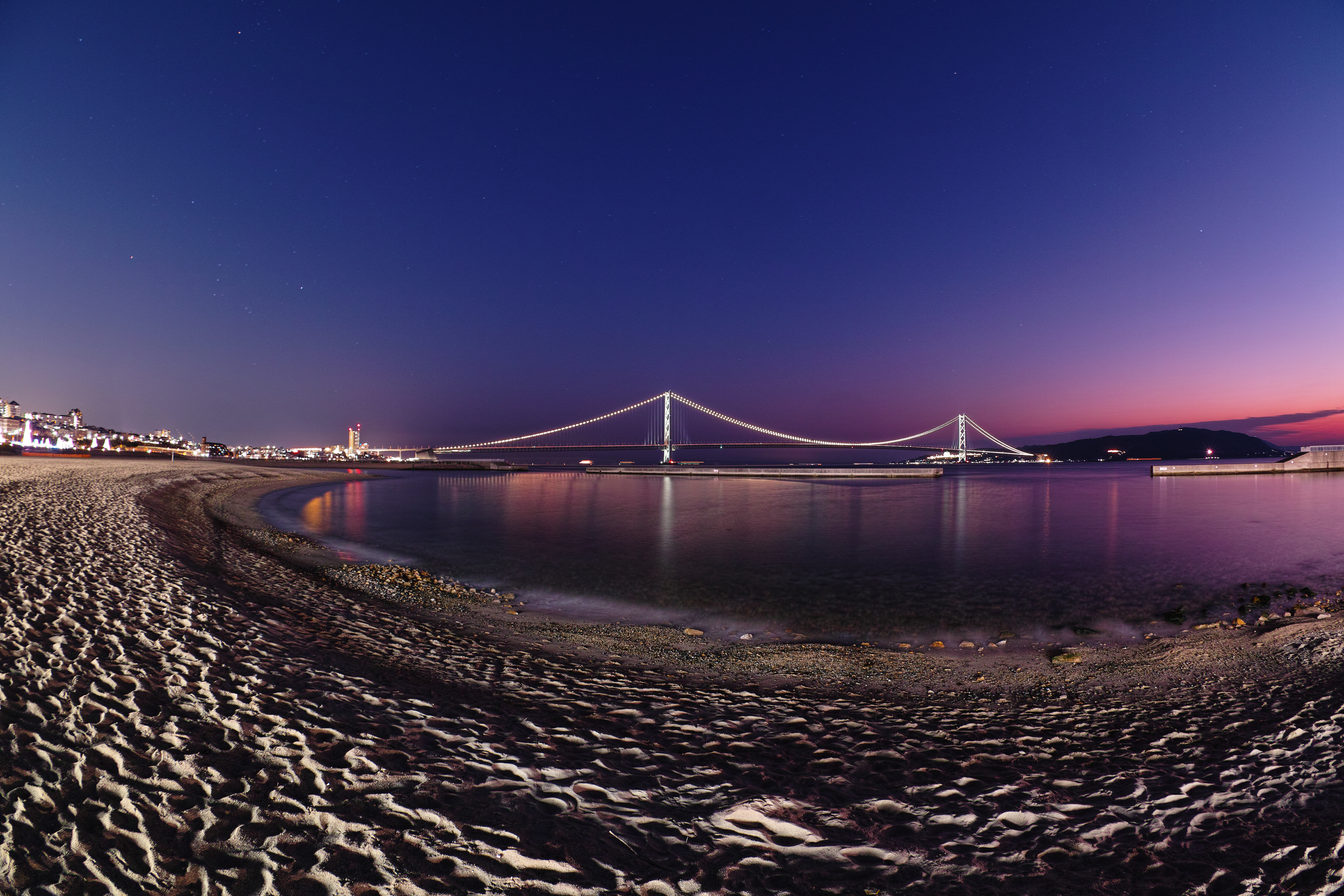
Most Akaši-Kaikjó v noci

Průliv překonává téměř 4 km dlouhý visutý most Akaši-Kaikjó, který spojuje město Kóbe na ostrově Honšú a město Iwaja na ostrově Awadži. S rozpětím hlavního pole 1991 m je druhým nejdelším visutým mostem na světě. Po 10 letech výstavby byl pro veřejnost otevřen 5. dubna 1998. V době svého otevření v roce 1998 byl Akaši-Kaikjó nejdelším visutým mostem na světě.
Dne 17. ledna 1995 bylo v jižní části japonské prefektury Hjógo zaznamenáno zemětřesení o síle 7,2 stupně Richterovy škály. Toto takzvané Velké hanšinské zemětřesení mělo epicentrum na severním konci ostrova Awadži, 20 km od Kóbe. Je za ně zodpovědný zlom Nodžima, který protíná ostrov Awadži. Na severu ostrova vznikla na povrchu asi 10kilometrová stopa, jež tuto událost připomíná. Jeden úsek tohoto zlomu v podobě po katastrofě zachovalo Muzeum pro uchování zlomu Nodžima, kde lze zhlédnout sílu tohoto přírodního úkazu.
Zlom Nodžima je větví Japonské střední tektonické linie, která je nejdelším japonským zlomovým systémem. Tato linie začíná poblíž prefektury Ibaraki, kde se spojuje s tektonickou linií Itoigawa-Šizuoka a riftovou oblastí Fossa Magna. Vede souběžně s japonským sopečným obloukem, prochází centrálním Honšú do blízkosti Nagoji, přes záliv Mikawa a Vnitřní moře od kanálu Kii a průliv Naruto k Šikoku podél poloostrova Sadamisaki a průlivu Bungo a úžiny Hójo ke Kjúšú.